# Dragan Potočnik
Dragan Potočnik, slovenski zgodovinar, pesnik in pisatelj, * 1959.
Potočnik je predavatelj na Filozofski fakulteti v Mariboru na oddelku za zgodovino. Je tudi predsednik mariborskega popotniškega društva Vagant.

## Dela
- Azija - med preteklostjo in sedanjostjo (zgodovina Azije in njegov potopis po Aziji)
- Sebil (pesniška zbirka)
- V ritmu menjavanja noči (pesniška zbirka)
- Zbirka o Mariboru (zgodovina Maribora ...)
- Zgodovina 2 (učbenik za gimnazije, skupaj z Andrejem Hozjanom)